# Федоринский, Алим Владимирович
Алим Владимирович Федоринский (укр. Алім Володимирович Федоринський; род. 14 ноября 1941, Кирнасовка, Винницкая область) — советский и украинский актёр и кинорежиссёр.

## Биография
Окончил Тульчинский техникум культпросвещения в 1957 году, актерский факультет КГИТИ имени И. К. Карпенко-Карого в 1965, в 1980 — режиссёрский факультет того же института.
С 1965 года — актёр Киевской киностудии имени А. Довженко

## Фильмография
- 1965 — Гадюка
- 1966 — Всюду есть небо — эпизод
- 1966 — Два года над пропастью — эпизод
- 1967 — На Киевском направлении — Евгений Соколов, корреспондент кинохроники
- 1967 — Ребёнок — солдат
- 1967 — Свадебные колокола
- 1967 — Туманность Андромеды
- 1968 — Беглец из «Янтарного»
- 1968 — Ошибка Оноре де Бальзака
- 1969 — Варькина земля
- 1969 — Почтовый роман
- 1969 — Сердце Бонивура — эпизод
- 1969 — Сокровища пылающих скал — наёмник
- 1970 — Секретарь парткома
- 1970 — Хлеб и соль
- 1971 — Дерзость — Панцер, лётчик капитан
- 1972 — Юлька
- 1973 — Будни уголовного розыска — сержант Лапченко
- 1973 — В бой идут одни «старики» — Алябьев
- 1973 — Как закалялась сталь
- 1973 — Не пройдёт и года…
- 1973 — Чёрный капитан — королевич
- 1974 — Тайна партизанской землянки
- 1975 — Волны Чёрного моря (фильм 3 «Катакомбы») — военный на аэродроме
- 1976 — Аты-баты, шли солдаты
- 1976 — В последние дни лета
- 1978 — Мятежный «Орионъ» — Брайтон
- 1979 — Поезд чрезвычайного назначения
- 1980 — Овод
- 1981 — Последний гейм
- 1982 — Тайны святого Юра
- 1984 — Володькина жизнь
- 1986 — Дом отца твоего
- 1986 — Приближение к будущему
- 1988 — Штормовое предупреждение
- 1990 — Украинская вендетта — переводчик
- 2008 — Отряд (Россия, Украина)
- 2008 — Реквием для свидетеля

## Озвучивание
- 2007 — Здравствуйте Вам! (Россия, Украина)

## Режиссёр
- 1985 — Тройка (в соавторстве)
- 1987 — Чехарда (в соавторстве)